# Surfin’ Safari
A Surfin’ Safari a The Beach Boys 1962-es bemutatkozó albuma.
1961 őszén Brian Wilson és unokatestvére, Mike Love Brian öccse, Dennis Wilson kérésére dalt írtak a korszak divatos sportőrületéről, a szörfről, „Surfin’” címmel. Ezután gyorsan zenekart alapítottak, amelybe bevették Brian legfiatalabb testvérét, a szólógitáros Carl Wilsont és Brian középiskolai barátját, a ritmusgitáros Alan Jardine-t. Brian a basszusgitáros, Dennis pedig a dobos poszt mellett döntött, a frontember Mike lett, és valamennyi tag énekelt (a vokálharmóniákat Brian írta). A Hite és Dorinda Morgan produceri felügyeletével felvett Surfin’ kislemez, b-oldalán az egyik legritkább Beach Boys-számmal, a Luau-val, a Billboard lista 75. helyéig jutott 1962 elején.
A Wilson testvérek apja, Murry lett a zenekar menedzsere, aki tavasszal benyújtott egy demót a Capitol Recordsnak. A kiadó leszerződtette a Beach Boyst, és júniusban kiadta a tavaszi demóról kimásolt „Surfin’ Safari” és „409” című dalokat tartalmazó kislemezt. Jardine még a demó felvétele előtt kilépett az együttesből, hogy fogászati tanulmányaira koncentrálhasson, a ritmusgitárosi posztot a Wilson-család szomszédja és Carl barátja, David Marks töltötte be 1963 őszéig.
Mivel a „Surfin’ Safari” és a „409” is slágerré váltak (az előbbi a 14. helyig jutott az Államokban), a Beach Boys lehetőséget kapott egy nagylemez felvételére. A dalok nagy részét Brian Wilson írta, aki ekkorra rendszeresen dolgozott közösen Mike Love-val és Gary Usherrel.
Noha a lemezborító a Capitol A&R menedzserét, Nick Venet-t jelöli producerként, a Surfin’ Safari felvételeit valójában Brian Wilson irányította. A második kislemez, a "Ten Little Indians" kevésbé volt sikeres, mindössze a 49. helyig jutott. Brian többször hangoztatta, hogy a "Chug-A-Lug" kiadása jobb választás lett volna. Az album legtöbb dalát Brian és Mike énekli (mint a Beach Boys későbbi albumain is), a "Little Girl (You're My Miss America)" című dalban hallható Dennis első szólóvokálja.
A Surfin’ Safari 37 hétig szerepelt az amerikai albumlistán, és a 32. helyig jutott.

## Azalbumdalai
1. "Surfin’ Safari" (Brian Wilson/Mike Love) – 2:05
  - Szólóvokál: Mike Love
2. "County Fair" (Brian Wilson/Gary Usher) – 2:15
  - Szólóvokál: Mike Love
3. "Ten Little Indians" (Brian Wilson/Gary Usher) – 1:26
  - Szólóvokál: Mike Love
4. "Chug-A-Lug" (Brian Wilson/Gary Usher/Mike Love) – 1:59
  - Szólóvokál: Mike Love
5. "Little Girl (You're My Miss America)" (Catalano/Herb Alpert) – 2:04
  - Szólóvokál: Dennis Wilson
6. "409" (Brian Wilson/Mike Love/Gary Usher) – 1:59
  - Szólóvokál: Mike Love
7. "Surfin’" (Brian Wilson/Mike Love) – 2:10
  - Szólóvokál: Mike Love
8. "Heads You Win – Tails I Lose" (Brian Wilson/Gary Usher) – 2:17
  - Szólóvokál: Mike Love
9. "Summertime Blues" (Eddie Cochran/Jerry Capeheart) – 2:09
  - Szólóvokál: Carl Wilson és David Marks
10. "Cuckoo Clock" (Brian Wilson/Gary Usher) – 2:08
  - Szólóvokál: Brian Wilson
11. "Moon Dawg" (Derry Weaver) – 2:00
  - Instrumentális
12. "The Shift" (Brian Wilson/Mike Love) – 1:52
  - Szólóvokál: Mike Love

### Kislemezek
- "Surfin’"/"Luau" (Candix 331/X 301/Candix 301), 1961. november, US #75
- "Surfin’ Safari"/"409" (Capitol 4777), 1962. június 4., US #14 ("409" US #76)
- "Ten Little Indians"/"County Fair" (Capitol 4880), 1962. november 19., US #49
  - A Surfin’ Safari jelenleg egy CD-n kapható a Surfin’ U.S.A.-vel, 1962-63-ban felvett, korábban kiadatlan bónuszdalokkal kiegészítve.
  - A "Surfin’" kislemez B-oldalas száma, a "Luau" a Lost & Found (1961–62) válogatáson jelent meg 1991-ben.